# Orto Design
Orto Design Indústria e Comércio de Veículos war ein brasilianischer Hersteller von Automobilen.

## Unternehmensgeschichte
Alfredo Veiga gründete 1982 das Unternehmen in Rio de Janeiro. Er begann mit dem Umbau und später mit der Produktion von Automobilen. Der Markenname lautete Orto Design. 1985 endete die Produktion. Insgesamt entstanden neben den Umbauten 13 Fahrzeuge.
Unter der Marke Emis setzte ein anderes Unternehmen die Produktion eines Modells fort.

## Fahrzeuge
Als Fusck up wurden die Umbauten bezeichnet. Beim VW Käfer wurde die Karosserie hinter den Türen entfernt und durch einen Aufbau aus Fiberglas ersetzt. Auf diese Weise entstanden Pick-up und Kastenwagen mit Hochdach. Die Position des Motors im Heck verhinderte eine niedrige Ladefläche.
Im Dezember 1984 folgte ein Kleinstwagen, der nur 310 cm lang war. Auf ein Fahrgestell aus Stahl wurde eine Fiberglas-Karosserie montiert. Ein luftgekühlter Vierzylinder-Boxermotor von Volkswagen do Brasil mit 1600 cm³ Hubraum im Heck trieb die Hinterräder an.